# Simfonija br. 9 (Beethoven)
Simfonija br. 9 u d-molu, op. 125 posljednja je Beethovenova simfonija, koju je stvarao skoro 10 godina. Već na praizvedbi 1824. godine, kojom je i sam skladatelj dirigirao, publika je oduševljeno prihvatila to djelo.
Kako bi što snažnije opisao radost pobjede, Beethoven je prvi puta u simfoniju uveo ljudski glas. U završnom, IV. stavku simfonije, četvero solista i zbor pjevaju Odu radosti, za koju je riječi napisao Friedrich Schiller. U devetu simfoniju (slično još samo kod pete simfonije) utkana je temeljna misao Beethovenova revolucionarna duha, sloboda i jednakost. 
Oda radosti danas je službena himna Europske unije.
Tijekom skoro 200 godina mijenjala su se mišljenja o toj simfoniji. Neki su bili potpuno protiv vokalno-instrumentalne simfonije jer su smatrali da se tako gubio smisao simfonije kao djela. Giuseppe Verdi je za IV. stavak simfonije rekao da je "loše sastavljen", a kritičar Louis Spohr "da Beethoven uopće nema ukusa o dobrom dijelu. 4. stavak monstruzan je i bez ukusa, uporaba teksta Ode radosti je trivijalna, a glazba uz nju je vulgarna". Wagner je rekao da je "vrhunac glazbe", a Karajan "da nitko nije skladao bolju simfoniju". 

### Važne snimke
- Berliner Philharmoniker, Bruno Kittel Chor, mezzosopran: Elisabeth Höngen, sopran: Eileen Farrell, bas: Rudolf Watzke, tenor: Peter Anders, dirigent: Wilhelm Furtwängler
- NBC Symphony Orchestra, Robert Shaw Chorale, mezzosopran: Nan Merriman, sopran: Tilla Briem, bas: Norman Scott, tenor: Jan Peerce, dirigent: Arturo Toscanini
- Članovi orkestara: Sinfonieorchester des Bayerischen Rundfunks, Sächsische Staatskapelle Dresden, orkestar Kirov Teatar, London Symphony Orchestra, New York Philharmonic, Orchestre de Paris; zborovi: Chor des Sinfonieorchester des Bayerischen Rundfunks, Chor des Sinfonieorchester des Berliner Rundfunks, mezzosopran: Sarah Walker, sopran: June Anderson, bas: Jan-Hendrik Rootering, tenor: Klaus König, dirigent: Leonard Bernstein